# Shante Evans
Shante Marie Evans (ur. 8 lipca 1991 w West Chester) – amerykańska koszykarka, posiadająca także słoweńskie obywatelstwo, występująca na pozycjach silnej skrzydłowej lub środkowej, obecnie zawodniczka KS Basket 25 Sp. z o.o. Bydgoszcz.
19 czerwca 2019 podpisała umowę z Artego Bydgoszcz. 7 czerwca 2021 dołączyła do Perfumerias Avenida Salamanka. 7 lutego 2022 zawarła kontrakt z tureckim Galatasaray SK. 2 września 2022 została po raz kolejny w karierze zawodniczką zespołu z Bydgoszczy.

## Osiągnięcia
Stan na 10 września 2022, na podstawie, o ile nie zaznaczono inaczej.
NCAA
- MVP turnieju New York Life Holiday Classic (2011)
- Zaliczona do:
  - I składu:
    - Colonial Athletic Association (CAA – 2011, 2012)
    - debiutantek CAA (2010)
    - All-Met Division I (2011, 2012)
    - ECAC Division I Women’s Basketball All-Star (2011, 2012)

  - II składu CAA (2010)
  - All-American (2011, 2012 przez Associated Press)
- Liderka CAA w zbiórkach (2010)

Drużynowe
- Mistrzyni:
  - Ligi Adriatyckiej (2017)[8]
  - Bułgarii (2014)[9]
  - Rumunii (2016)[10]
  - Słowenii (2017)[11]
- Wicemistrzyni:
  - Polski (2020)
  - Hiszpanii (2018)[12]
- Zdobywczyni pucharu Słowenii (2017)[11]
- Finalistka pucharu Hiszpanii (2018)[12]

Indywidualne
(* – nagrody przyznane przez portal eurobasket.com)
- MVP:
  - sezonu regularnego ligi słoweńskiej (2017)*[11]
  - finałów ligi słoweńskiej (2017)*[11]
  - pucharu Słowenii (2017)[11]
- Najlepsza*:
  - zagraniczna zawodniczka ligi słoweńskiej (2017)[11]
  - środkowa ligi:
    - słoweńskiej (2017)[11]
    - adriatyckiej (2017)[8]
- Zaliczona do*:
  - I składu:
    - ligi:
      - adriatyckiej (2017)[8]
      - rumuńskiej (2016)[10]
      - słoweńskiej (2017)[11]

    - defensywnego ligi adriatyckiej (2017)[8]
    - zawodniczek zagranicznych ligi:
      - bułgarskiej (2014)[9]
      - rumuńskiej (2016)[10]

  - II składu ligi bułgarskiej (2014)[9]
- Uczestniczka meczu gwiazd ligi:
  - rumuńskiej (2016)[10]
  - słoweńskiej (2017)[11]
- Liderka:
  - strzelczyń ligi słoweńskiej (2017)[11]
  - w zbiórkach Ligi Adriatyckiej (2017)[8]

Reprezentacja
- Uczestniczka:
  - mistrzostw Europy (2017 – 14. miejsce)
  - igrzyskach panamerykańskich (2011 – 7. miejsce)